# Акцент (вимова)
Акце́нт (лат. accentus — наголос, підвищення голосу, акцент) — своєрідна, специфічна вимо́ва, притаманна мовцю, що говорить нерідною мовою. Акцент полягає в мимовільному замінюванні звуків чужої мови звуками мови рідної. Про таких людей кажуть: «Говорить з акцентом». Акцент є порушенням орфоепічних норм.

## Типи
Акцент виникає внаслідок взаємодії фонетичних систем двох мов або літературної мови і діалекту. З огляду на це розрізняють два типи акценту: іншомовний та діалектний акцент. Іншомовний акцент виникає тоді, коли своєрідне вимовляння звуків нерідної мови зумовлюється артикуляційною базою рідної мови. Наприклад, грузинський акцент, німецький акцент. Діалектний акцент — сукупність особливостей вимови, характерних для певного діалекту і не властивих літературній мові, зумовлена недосконалим володінням її нормами. Приклад діалектного акценту — вимова дієслів на -ть ходить, робить серед українців подніпров'я та сходу тоді як нормою для української літературної вимови є -ти ходити, робити.